# Кольберг (Штирия)
Кольберг (нем. Kohlberg (Steiermark)) — коммуна в Австрии, в федеральной земле Штирия. 
Входит в состав округа Фельдбах.  Население составляет 565 человек (на 31 декабря 2005 года). Занимает площадь 7,88 км².

## Политическая ситуация
Бургомистр коммуны — Йохан Хюттер (АНП) по результатам выборов 2005 года.
Совет представителей коммуны (нем. Gemeinderat) состоит из 9 мест.
- АНП занимает 6 мест.
- СДПА занимает 3 места.